# Buck Lake
Buck Lake est un hameau (hamlet) du Comté de Wetaskiwin No 10, situé dans la province canadienne d'Alberta.

## Démographie
En tant que localité désignée dans le recensement de 2011, Buck Lake a une population de 75 habitants dans 37 de ses 91 logements, soit une variation de -41.9% avec la population de 2006. Avec une superficie de 1,174 2 km2, le hameau possède une densité de population de 63,873 3 hab/km2 en 2011.
Concernant le recensement de 2006, Buck Lake abritait 129 habitants dans 58 de ses 156 logements. Avec une superficie de 1,174 2 km2, le hameau possédait une densité de population de 109,9 hab/km2 en 2006.